# Joan Carretero
Joan Carretero Grau (Tremp, Lérida, el 19 de diciembre de 1955) es un político y médico español. 

## Biografía
Licenciado en Medicina y Cirugía por la Universidad de Barcelona (1978), diplomado en Sanidad por la Escuela de Salud de Lérida y máster en Salud Pública por la Universidad de Barcelona. Como médico de atención primaria, ha trabajado en Barbéns (Lérida) y en Puigcerdá (Gerona).
Ha formado parte de la Asociación de Madres y Padres de Alumnos de la Escuela Vedruna de Puigcerdá y ha sido presidente del Club de Fútbol Puigcerdá durante dos años. Fue militante de Esquerra Republicana de Catalunya desde 1990 hasta abril de 2009.
Ha sido alcalde de Puigcerdá desde 1995, cuando se presentó por primera vez a las elecciones municipales encabezando la lista de ERC, hasta diciembre de 2003, cuando deja la alcaldía al ser nombrado consejero de Gobernación y Administraciones Públicas de la Generalidad de Cataluña. Lo sucede como alcalde de Puigcerdá, Joan Planella. Fue destituido del cargo de consejero por el presidente de la Generalidad de Cataluña, a causa de unas declaraciones hechas en una entrevista al diario La Vanguardia donde, entre otras manifestaciones, se mostró muy crítico con la actitud del presidente de Gobierno respecto a Cataluña en el proceso de elaboración del Estatuto, que fue modificado de forma significativa respecto al texto que había aprobado el Parlamento de Cataluña el 30 de septiembre de 2005. Fue sustituido el 20 de abril de 2006 por Xavier Vendrell i Segura, quien tan solo ejerció 21 días, dado que los consejeros de ERC fueron expulsados del Gobierno de la Generalidad.

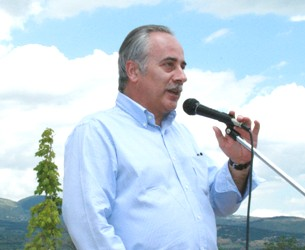

En febrero de 2007 inicia un desmarque de la dirección de ERC y crea una corriente de opinión dentro de ERC, denominada Reagrupament. Esta corriente hace público un manifiesto, el día 10 de febrero, en el que piden que se cambie la estrategia de la dirección del partido, al que acusan de haberse convertido en un satélite del PSC desde la incorporación al gobierno de la Generalidad. También solicitan la celebración de un congreso extraordinario. En esta línea, hace falta destacar un artículo publicado los días 20 y 21 de enero de 2007 en el diario Avui bajo el título "ERC, de planeta a satélite">Avui, ed. (20 de enero de 2007). «ERC, de planeta a satélite (I)». Joan Carretero i Grau. Archivado desde el original el 18 de marzo de 2012. Consultado el 18 de abril de 2009.</ref> i. El 30 de junio de 2007, en el Auditorio de Barcelona, Reagrupament hizo su presentación pública ante 600 militantes adheridos.
Se convierte en el candidato de Reagrupament a la presidencia de ERC en el congreso que se celebró el 7 de junio de 2008. Queda en segundo lugar con 1.937 votos (27.56%), por detrás de Joan Puigcercós, con 2.616 votos (37.22%), en un congreso con 4 aspirantes al cargo. El 18 de abril de 2009 propuso, en un artículo en el diario Avui la creación de una candidatura política de amplio espectro para las elecciones al Parlamento de Cataluña de 2010 que tuviera como eje programático central la proclamación unilateral de la independencia de Cataluña por una decisión mayoritaria del Parlamento; y, como otro gran eje, una severísima exigencia ética en la actividad política. Nueve días después, el 27 de abril, después de que la dirección de ERC le abriera expediente y lo suspendiera temporalmente de militancia, se dio de baja del partido.
El 3 de octubre de 2009 es elegido presidente de la asociación Reagrupament, durante la  primera asamblea nacional de la asociación, celebrada en el Palacio de Congresos de Cataluña.
| Predecesor: Josep Maria Pelegrí i Aixut | Consejero de Gobernación y Administraciones Públicas de la Generalidad de Cataluña 2003 – 2006 | Sucesor: Xavier Vendrell i Segura |
| Predecesor: -                           | Presidente de Reagrupament 2009 –                                                              | Sucesor: En el cargo              |